# 复兴乡 (荣县)
复兴乡，是中华人民共和国四川省自贡市荣县曾经下辖的一个乡。2019年9月撤销，其所属行政区域划归观山镇管辖。

## 行政区划
复兴乡撤销前下辖以下地区：
复兴场社区、蔡家湾村、李家湾村、五根树村、万灵村、新祠村、古井村、朱家庙村和大树村。